# Charles J. Colden
Charles J. Colden (ur. 24 sierpnia 1870 w Hrabstwie Peoria, zm. 15 kwietnia 1938 w Waszyngtonie) – amerykański polityk, członek Partii Demokratycznej.

## Działalność polityczna
W okresie od 4 marca 1933 do śmierci 15 kwietnia 1938 przez trzy kadencje był przedstawicielem nowo utworzonego 17. okręgu wyborczego w stanie Kalifornia w Izbie Reprezentantów Stanów Zjednoczonych.